# Одинцово (станція)
Одинцо́во (рос. Одинцово) — залізнична станція Смоленського (Білоруського) напрямку  та маршруту МЦД-1
.
Московської залізниці за 24 км від Москва-Пасажирська-Смоленська. Знаходиться в однойменному місті Одинцовського району Московської області. Входить до Московсько-Смоленського центру організації роботи залізничних станцій ДЦС-3 Московської дирекції управління рухом. За характером основної роботи є проміжною, за обсягом виконуваної роботи віднесена до другого класу. 

## Коротка характеристика
Має пряме сполучення моторвагонних поїздів з пунктами зупинок Савеловського та Курського напрямків.
Для електропоїздів використовуються дві острівні і одна берегова високі платформи, сполучені між собою двома пішохідними мостами (один з яких критий). Примітно, що і після реконструкції, пов'язаної з установкою турнікетних ліній, будова платформ дозволяє пройти по пішохідних мостах як пішоходам, так і пасажирам.
Час руху від Москва-Пасажирська-Смоленська — 30-35 хвилин. Відноситься до третьої тарифній зоні. По обидва боки від залізниці встановлені турнікети для проходу пасажирів.

## Найдальші точки безпересадкового сполучення
- На захід: Бородіно, Звенигород;
- На схід:
  - У напрямку з Одинцово: Серпухов, Дубна;
  - У напрямку до Одинцово: Серпухов, Дубна.

## Колійний розвиток і поїзна робота
Станція повністю на бетоні. Має 16 колій, серед них — чотири головні, чотири приймальні, три сполучні та п'ять для відстою, 45 стрілочних переводів. Через станцію щодоби прямують 112 пар приміських та пасажирських поїздів, включаючи міжнародні. Серед них 75 пар прямують електропоїздів, 20 пар оборотних поїздів Москва — Одинцово, контейнерні поїзди, що прямують транзитом з Кунцево-2. Двічі на день курсує «Ластівка» Москва — Смоленськ — Москва.
| Попередня станція | Лінія | Лінія                                     | Лінія | Наступна станція |
| ----------------- | ----- | ----------------------------------------- | ----- | ---------------- |
| Баковка           |       | Москва-Пасажирська-Смоленська — Кубинка-1 |       | Отрадне          |